# Mouhamadou Fall
Pour les articles homonymes, voir Fall.
Mouhamadou Fall N’dao (né le 25 février 1992 à Beaumont-sur-Oise) est un athlète français, spécialiste du sprint et du relais.

## Biographie
Mouhamadou Fall grandit à Bruyères-sur-Oise et joue au football jusqu'à l'âge de 19 ans.
En 2014, alors qu'il est gérant d'un bar à Persan, il effectue des courses la nuit contre des amis, dont les footballeurs professionnels Mamadou Doucouré et Jean-Christophe Bahebeck. Après ses victoires, son ancien professeur d'EPS Michel Corneille lui force la main, pour qu'il se mette à l'athlétisme. Il prend ainsi sa première licence à 23 ans. Il court son premier 100 m en 10 s 90.
Lors des championnats de France 2019 à Saint-Étienne, il bat en séries du 100 m son record en 10 s 12, mais est ensuite disqualifié en finale pour faux départ. Il remporte néanmoins la finale du 200 m en 20 s 34 (+ 1,8 m/s) et se qualifie pour les championnats du monde 2019 à Doha.
Le 12 septembre 2020 à Albi, il décroche son premier titre national en plein air sur 100 m avec le temps de 10 s 16, devançant de trois centièmes le tenant du titre Amaury Golitin.
Sa saison en plein air 2021 est d'abord marquée par plusieurs frustrations l'empêchant de réaliser les performances requises pour se qualifier pour les Jeux olympiques de Tokyo.
Cependant, il réalise un mois d'août convaincant, en battant d'abord ses records sur 100 m et 200 m à La Chaux De Fond (9 s 97 et 20 s 10, mais avec un vent trop favorable). Il confirme son bon état de forme une semaine plus tard, le 21 août, en courant son 100 mètres en 10 s 08, cette fois-ci dans des conditions régulières (+0,2 m/s). Avant d’abaisser cette marque à 10 s 04 à Nairobi (Kenya) en fin de saison.
Son année 2022 fut plus poussive, avec un chrono de référence sur 100 mètres légèrement en retrait (10 s 15) et des éliminations prématurées sur 200 mètres aux championnats du Monde et aux championnats d’Europe de Munich. Son bilan reste malgré tout sauvé par une 5ème place sur 100 mètres en Allemagne, un nouveau titre de champion de France et un record personnel sur 200 mètres lors du meeting de Paris.
Autre ombre au tableau, une menace de suspension prononcée par l’AFLD à la suite de plusieurs soupçons de no shows, pour l’instant sans suites.
Son début d’hiver 2023 est intéressant. Il bat son record personnel sur 200 mètres indoor (20s72), performance remarquable qui l’amène à viser le record de France de la discipline.
Mais c’est surtout fin Mars, à Lubbock (Texas), qu’il se distingue, en courant en 10s06 (+1,5m/s) son 100 mètres de rentrée. Soit le deuxième meilleur chrono de sa carrière, très tôt dans la saison, de bon augure pour l’été qui suit. La semaine suivante il bat son record personnel sur 200 mètres à Albuquerque en 20 s 16 (+0,9 m/s).
Le 28 juillet 2023, il remporte son quatrième titre national sur 100 mètres aux Championnats de France à Albi.

## Controverses
Le sprinteur, déjà en procédure avec l'Agence française de lutte contre le dopage (AFLD) pour manquement à ses obligations de localisation, a été contrôlé positif à l'octodrine (dont heptaminol est un métabolite) médicament stimulant classé par l'Agence mondiale antidopage (AMA) dans la catégorie S6 des stimulants interdits en compétition lors des Championnats de France Élite d'Albi en juillet 2023. Il écope de neuf mois de suspension à la suite de son passage devant la Commission des sanctions (organe indépendant) de l'AFLD. Il ne participera pas aux Jeux olympiques de Paris 2024,.
Le 07 mai 2024, l'athlète français doit par ailleurs se présenter devant le Conseil d'État, pour ses manquements à ses obligations de localisation, l'AFLD ayant contesté en appel la décision de la Commission des sanctions considérant que son troisième manquement n'était pas caractérisé. Il avance des dysfonctionnements techniques du logiciel Adams (Anti-Doping Administration & Management System), qui recense la localisation quotidienne et les compétitions des sportifs, pour justifier son premier manquement au règlement. Pour le troisième, il s’est défendu en expliquant y avoir fait mention d’un stage de trois jours à Paris, à la date où il a débuté, mais avoir ensuite tardé à enregistrer ses données détaillées « par peur de ne pas rentrer les infos » suffisantes, en l’occurrence son numéro de chambre d’hôtel.

## Palmarès
| Date | Compétition                       | Lieu      | Résultat | Épreuve   | Marque  |
| ---- | --------------------------------- | --------- | -------- | --------- | ------- |
| 2018 | Championnats d'Europe             | Berlin    | 4e       | 4 x 100 m | 38 s 51 |
| 2019 | Relais mondiaux de l'IAAF         | Yokohama  | 5e       | 4 x 100 m | 38 s 31 |
| 2019 | Championnats d'Europe par équipes | Bydgoszcz | 3e       | 200 m     | 20 s 70 |
| 2021 | Championnats d'Europe par équipes | Chorzów   | 1re      | 100 m     | 10 s 28 |
| 2022 | Championnats d'Europe             | Munich    | 5e       | 100 m     | 10 s 17 |
| 2023 | Championnats du monde             | Budapest  | 6e       | 4 × 400 m | 38 s 06 |

| Date | Compétition            | Lieu          | Résultat | Épreuve | Marque  |
| ---- | ---------------------- | ------------- | -------- | ------- | ------- |
| 2018 | Championnats de France | Albi          | 3e       | 100 m   | 10 s 22 |
| 2019 | Championnats de France | Saint-Étienne | 1er      | 200 m   | 20 s 34 |
| 2020 | Championnats de France | Albi          | 1er      | 100 m   | 10 s 16 |
| 2021 | Championnats de France | Angers        | 1er      | 100 m   | 10 s 29 |
| 2021 | Championnats de France | Angers        | 1er      | 200 m   | 20 s 61 |
| 2022 | Championnats de France | Caen          | 1er      | 100 m   | 10 s 19 |
| 2022 | Championnats de France | Caen          | 3e       | 200 m   | 20 s 50 |
| 2023 | Championnats de France | Albi          | 1er      | 100 m   | 10 s 14 |
| 2023 | Championnats de France | Albi          | 2e       | 200 m   | 20 s 38 |

## Records
| Épreuve | Épreuve   | Temps   | Lieu        | Date              |
| ------- | --------- | ------- | ----------- | ----------------- |
| 60 m    | En salle  | 6 s 60  | Madrid      | 24 février 2021   |
| 100 m   | Plein air | 10 s 04 | Nairobi     | 18 septembre 2021 |
| 200 m   | Plein air | 20 s 16 | Albuquerque | 6 avril 2023      |